# Сакаи, Наоки
Наоки Сакаи (яп. 酒井 直樹, род. 2 августа 1975, Нагареяма, Тиба) — японский футболист.

## Клубная карьера
На протяжении своей футбольной карьеры выступал за клубы «Касива Рейсол» и «Консадоле Саппоро».

## Карьера в сборной
В 1997 году сыграл за национальную сборную Японии один матч.

## Достижения
- Обладатель кубка Джей-лиги: 1999